# Jüdische Zeremonienhalle Prag

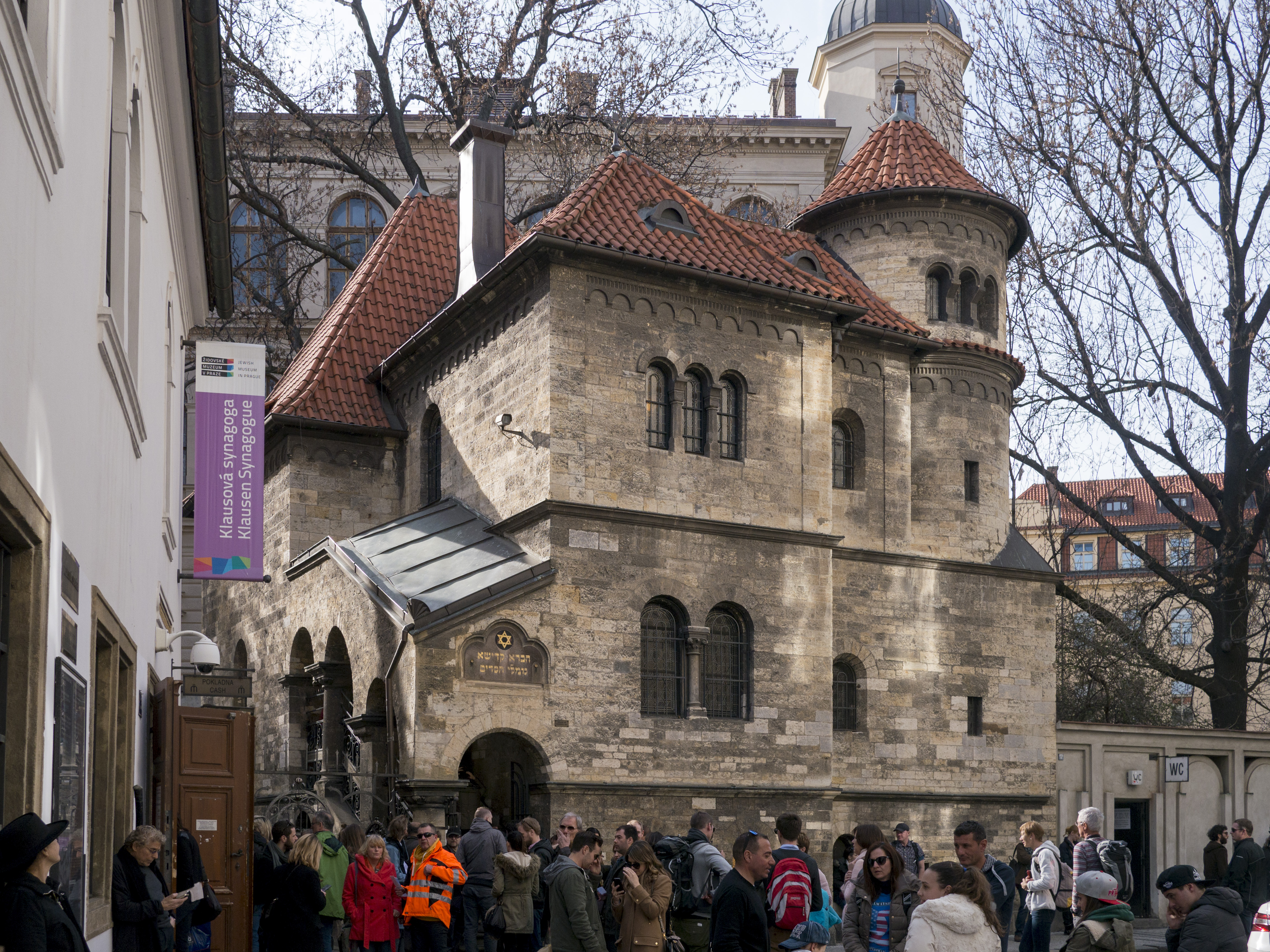
Die Jüdische Zeremonienhalle Prag

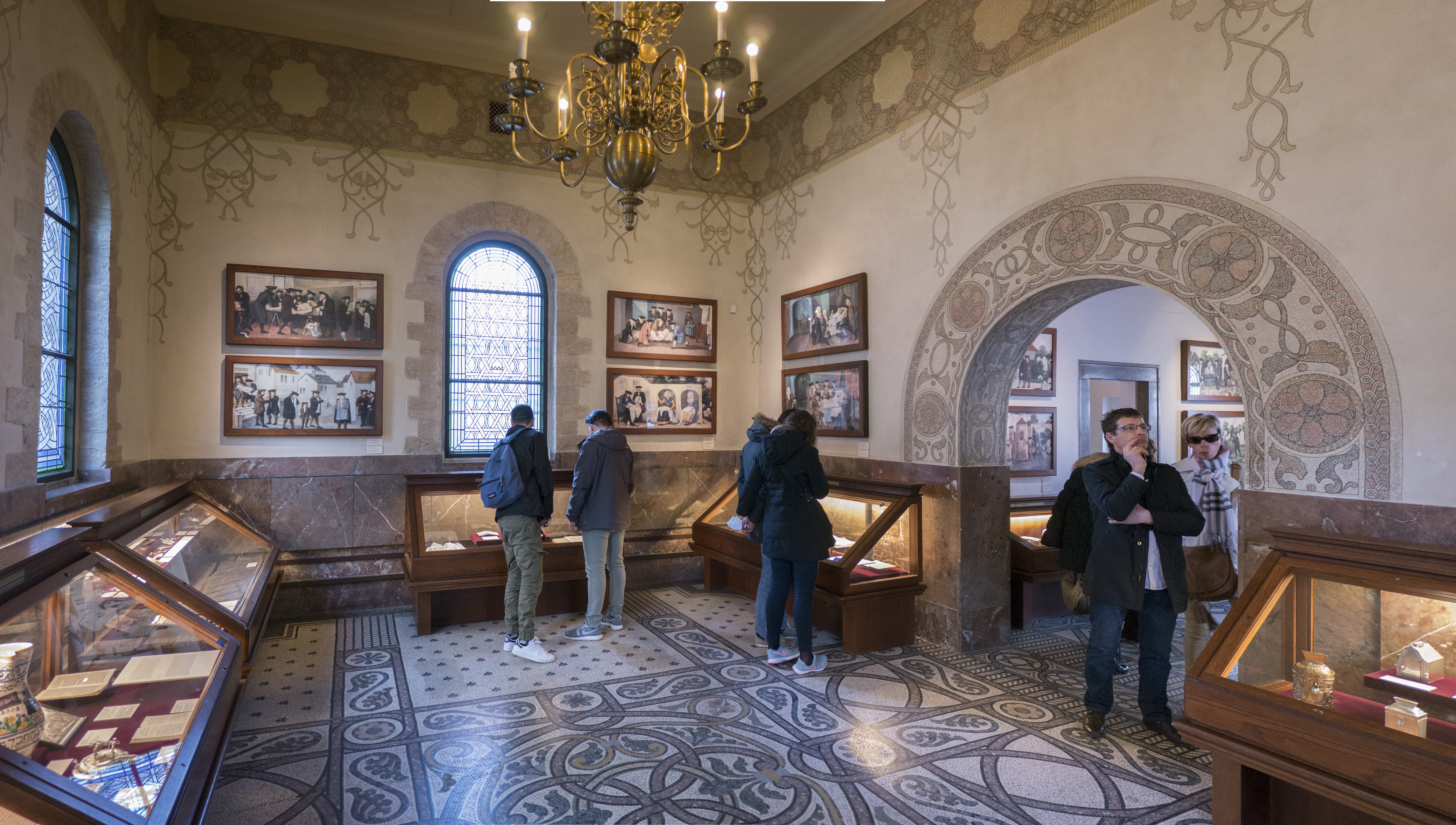
Einer der Innenräume

Die Jüdische Zeremonienhalle (Obřadní síň) befindet sich im Jüdischen Viertel (Josefov) der Tschechischen Hauptstadt Prag.
Sie wurde 1911 bis 1912 unter der Leitung von J. Gerstl für die Prager Beerdigungsbruderschaft (Chewra Kadischa) im Stil der Neoromanik erbaut. Zunächst als Zeremonienhalle und Taharahaus genutzt, ist sie seit 1926 Teil des Jüdischen Museums von Prag und zeigt Ausstellungen über die Jüdische Geschichte.